# Hawryłówka (Ukraina)
Hawryłówka (ukr. Гаврилівка) – wieś na Ukrainie, w obwodzie iwanofrankiwskim, w rejonie nadwórniańskim.